# Bohózat (dráma)
A bohózat a drámairodalom egyik válfaja, a vígjáték egyik formája, amely a helyzetkomikumra és nem a jellemkomikumra helyezi a hangsúlyt. Jellemzője az erős túlzás, mely kritikai-szatirikus célú is lehet.
Rendszerint a vígjáték alacsonyabb fokának tartják, de ugyanolyan nagy költői tehetséget igényel és ugyanolyan nagy hatást képes kelteni, mint akármelyik más műfaj. A bohózat majdnem nélkülözhetetlen elem akármelyik színház műsorában. Ha éppen különbséget akarunk tenni, akkor a vígjátékot a finom mosoly, az illemes kacagás műfajának mondhatjuk, míg a bohózat a nyersebb és fékevesztettebb hahota előidézését célozza. Eszerint a bohózat tekintet nélkül az illemre és a tapintatosságra a legerősebb ellentétekkel dolgozhat, és az úgynevezett drasztikus, megkapó hatásokat hajhászhatja. A bohózat a világ, a valóság, a fantázia minden tárgyát felölelheti, és közönségességben oly mélyen szállhat alá, mint semmi más műfaj.
A bohózat célja kétféle lehet: vagy az emberi hibák legkegyetlenebb csúffá tétele, vagy pedig a sors, a véletlen humorának meglepő kimutatása. Amaz inkább szatirikus, emez inkább humoros helyzetbohózat.

## Története és fejlődése
Az antik bohózat remekei, amelyek csupán Arisztophanész neve alatt maradtak meg az utókor számára, átölelte az egész népéletet, politikát, társadalmat, művészetet, gondolkodást. Fantasztikus mesébe burkolva kíméletlenül kigúnyolta a tömeget, és több egyéb hibát és hiányt. Ez az arisztophanészi bohózat, mely a legszabadabb fantáziát a leggyönyörűbb külső formával, találó nyelvezettel kötötte össze, az athéni köztársasággal együtt kihalt.
A 19. századi magyar közélet nem engedett színpadjainkon helyet a kíméletlen, metsző gúnynak embertársainkkal szemben. Irodalmunknak nagy szolgálatot tett Arany János, amikor Arisztophanész hátramaradt vígjátékait, amelyek lényegükben bohózatok, klasszikus nyelvezettel és páratlan formával magyarította. Az antik bohózat a demagógok és királyok, valamint a római császárok korában részint közönséges családi vígjátékká laposodott, részint pedig leszállt a nép legalsóbb rétegeibe. Később az olaszoknál új formát öltött. A középkori itáliai commedia dell’arte állandósította a mai értelemben vett bohózatot, mely részint néhány mulattató személyen (Arlecchino, Pullcinello, Pagliaccio, Hanswurst, Paprika Jancsi stb.), részint pedig a kézzelfogható tréfákon, csaláson, ütlegelésen, az öröm és fájdalom kinyilvánításának túlzásán, a természetesség utánzásán alapult. Leggazdagabb fejlődésnek a 19. században indult, és ámbár a magasabb röptű irodalom és kritika ekkor még mindig kicsinyelte ezt a műfajt, mégis mindinkább teret hódított magának.

## Fajtái
Szigligeti Ede szerint kétféle változata különböztethető meg aszerint, hogy milyen elemeket tartalmaz a bohózat:
- Realisztikus bohózat: helyi vonásokat hangsúlyoz, mint például a 19. századi francia bohózat.
- Fantasztikus bohózat: ezek a tündérvilág motívumait tartalmazó bohózatok voltak, jellegzetes képviselője az osztrák Ferdinand Raimund.

A 19. század bohózatfajtái a következők:
1.) A tündér bohózat, amelyben a bécsi Raimund jeleskedett, de mintaképét már William Shakespeare Szentivánéji álmában, Viharában stb. felismerhetjük. Ehhez hasonló Vörösmarty Mihály Csongor és Tündéje is.
2.) A népies bohózat, amely a munkás és kézműves stb., röviden: szűkkörű foglalkozásban élő nép örömeit és fájdalmait, kívánságait és sérelmeit, szokásait és hibáit, továbbá a sors vagy véletlen fölényét a korlátolt eszű, gyenge jellemű, de alapjában jószívű tömeg felett vázolja, úgy, hogy a gyengeség nevetésre fakasztja, a véletlen fordulatok mulattatják a nézőt, a bűn és ferdeség ostorozása pedig erkölcsileg emeli és tisztítja. Ebben a népies bohózatban mindenkit fölülmúl a bécsi Johann Nepomuk Nestroy, akinek élesen találó szatírájának alig akadt méltó párja, és aki népies nyelven nagy életigazságokat tudott kifejteni. A bohózat már tendenciózussá vált és a magasabb osztályokat, a közigazgatást támadta meg Ottokar Franz Ebersberg bécsi író darabjaiban, aki egy ideig a színpadokat dominálta. Nestroy és Ebersberg mintájára alakult a legtöbb bécsi és berlini csekélyebb értékű bohózat.
3.) A bohózatos népszínmű: ezt Szigligeti Ede alapította meg, a durva tréfával a komoly érzést, a népies prózába a gyönyörű népdalt vegyítette. A magyar bohózatos népszínmű a francia vaudeville-nak és a német bohózat között helyezkedik el, amannál tréfásabb, emennél pedig érzelmesebb.
4.) A helyzetbohózat, amely lehet
a.) finomabb és a társadalom magasabb köreiben is előadható, megcáfolva azt az elméletet, mintha a bohózat alantas műfaj volna és csak az alsóbb néprétegekben játszhatnák; az ilyen bohózatot bohózatos vígjátéknak is szokták nevezni; fő kelléke a gyors változás és a véletlennek pajzán váltakozása; e válfajban a franciák a mesterek, de a németek is tanultak már tőlük, a Labiche, Gondinet, Bisson mellett a német Moser, Schönthan, Kadelburg is figyelemre méltó ak.
b.) a helyzetbohózat lehet nyersebb, ilyen főleg az angol, amely a bohózatban a groteszkszerűt műveli. A pölöskei nótárius ezen két variáció között áll.
5.) A helyi bohózat (Lokalposse) a nagy- vagy kisvárosi, vagy a nemzeti élet komikus képét adja és már átmenetet képez az életképekhez és látványosságokhoz. A bohózatnak rendes alkotó részét képezi a couplet, egy refrénnel énekelt strófa, amely élces epigrammatikus alakban, a darab drámájából kiesve, a kor vagy pillanat főbb embereit, eseményeit divatként gúnyolja ki. Innen ered az úgynevezett énekes bohózat.
A bohózattal rokon műfajok a vaudeville, az operett bizonyos változata, valamint az opera buffa.